# Louis Henri Loison
Pour les articles homonymes, voir Loison (homonymie).
Louis Henri Loison, né le 13 mai 1771 à Damvillers en Lorraine et mort le 30 décembre 1816 à Chokier en Belgique, est un général français de la Révolution et de l’Empire. Enrôlé dans l'armée royale en 1787, sa compétence et son courage lui valent de s'élever rapidement dans la hiérarchie militaire durant les guerres de la Révolution française, passant du rang d'officier subalterne à celui de général de brigade en à peine quatre ans. Il connaît toutefois des ennuis avec les autorités révolutionnaires en raison de son goût prononcé pour le pillage, sans que cela mette pour autant un terme à sa carrière : à la fin de l'année 1795, il aide ainsi le jeune général Napoléon Bonaparte à écraser une révolte royaliste. Après une période d'inactivité, il reprend du service en 1799 en étant affecté en Suisse, où il gagne ses étoiles de divisionnaire, et combat en Italie sous les ordres de Napoléon l'année suivante. Il intervient pour faire nommer évêque de Bayonne son oncle Joseph-Jacques Loison.
En 1805, Loison prend la tête d'une division de la Grande Armée napoléonienne avec laquelle il participe à la campagne d'Ulm puis, de 1806 à 1807, à la guerre de la quatrième coalition. Il joue également un rôle important durant la guerre d'indépendance espagnole, notamment lors des trois invasions françaises du Portugal, où il ne brille pas toujours. Il se forge dans ce dernier pays une réputation de dureté et est affublé du surnom de Maneta (« le Manchot ») par les habitants, en référence à la perte accidentelle de son bras gauche. Il dirige pendant une brève période le 6e corps du maréchal Ney avant d'être appelé à l'époque de la campagne de Russie au commandement d'une division de réserve, laquelle est presque entièrement annihilée par le froid. Sévèrement réprimandé par l'Empereur au cours de la campagne d'Allemagne de 1813, le général Loison n'occupe plus dès lors que des fonctions secondaires jusqu'à son retrait du service en 1815. Son nom est inscrit sur l'arc de triomphe de l'Étoile à Paris.

## Biographie

### Révolution et Consulat
Fils du député à l'Assemblée nationale constituante François Loison, Louis Henri Loison s'enrôla dans le bataillon auxiliaire des colonies le 29 juin 1787, l'abandonna le 16 septembre suivant, y rentra le 25 janvier 1788 et obtint son congé le même jour, moyennant finances. Il partit comme sous-lieutenant le 15 septembre 1791, dans un 2e bataillon de volontaires de la Meuse, où il devint lieutenant en 1792. Nommé quelques mois après capitaine de hussards dans la légion du Nord, sa bravoure lui mérita au mois de mai 1793 d'être élevé au grade d'adjudant-général chef de brigade provisoire, qui lui fut conféré par le représentant du peuple en mission à l'armée du Nord. Confirmé dans ce grade le 25 prairial an III, Loison reçut du Comité de salut public, le 9 fructidor (26 août 1795), le brevet de général de brigade à l'armée de Rhin-et-Moselle.   
La rapidité de son avancement avait été le prix de vrais talents militaires et d'une valeur brillante qui allait quelquefois jusqu'à la témérité. On a prétendu néanmoins, qu'il n'avait ni désintéressement, ni humanité, ni élévation dans le caractère. Ses frères d'armes allèrent même jusqu'à avouer qu'il n'était pas uniquement avide de renommée. Charles Mullié ajoute que nous serions tenté de croire que ce jugement n'est rien moins que sévère, en nous rappelant l'accusation qui pesa sur lui lors de la prise et de la dévastation de l'abbaye d'Orval, sur les frontières du Grand Duché de Luxembourg. Gravement compromis pour s'être livré à d'odieuses exactions, Loison allait être jugé par un tribunal disposé à sévir rigoureusement contre lui, quand un commissaire de la Convention parvint à le soustraire au péril qui le menaçait et le fit réintégrer dans ses fonctions. Le 13 vendémiaire an IV, il commanda sous les ordres du général Bonaparte, et fut chargé de présider le conseil de guerre chargé de juger les chefs de l'insurrection.
En l'an VII, il servit sous Masséna en Suisse, et suivit en l'an VIII le général Bonaparte en Italie. Il se distingua aux combats de Cerezola, de Pozzolo, de Parona, de Colorgnoli : les services qu'il continua de rendre, principalement au passage de la Brenta, où il ouvrit à l'armée le chemin à de nouvelles victoires, confirmèrent sa réputation militaire. Le 12 messidor an IX, il se retira dans ses foyers avec un traitement d'activité. C'est sur sa recommandation que son oncle Joseph-Jacques Loison est nommé évêque de Bayonne le 5 juillet 1802. 
Le 19 frimaire an XII (11 décembre 1803), il fut fait membre de la Légion d'honneur, et devint le 25 prairial suivant (14 juin 1804), grand officier de l'Ordre. 

### Général de l'Empire

#### Campagnes d'Allemagne, de Prusse et de Pologne, 1805-1807
Il fait la campagne de 1805 en Allemagne et se signale de nouveau à Günzburg, à Elchingen, à Leutasch, fait capituler 300 hommes qui défendent ce poste fortifié et s'empare de Scharnitz. Après la fin des hostilités avec l'Autriche, le général Loison est nommé grand aigle de la Légion d'honneur (grand-croix actuelle).
Fait gouverneur de la province de Münster le 23 octobre 1806, il remplace le général Lagrange au commandement de la 2e division du corps du maréchal Édouard Mortier le 1er novembre suivant. D'après les ordres de Napoléon, Mortier et le roi de Hollande Louis Bonaparte — frère cadet de l'Empereur — ont pour mission d'envahir l'électorat de Hesse dont le souverain, Guillaume Ier, est hostile à la France. Le maréchal, accompagné des trois régiments d'infanterie légère constituant la division de Loison (soit 5 500 hommes), s'avance par le sud et occupe le 1er novembre la ville de Cassel, capitale de l'État, où il est bientôt rejoint par les troupes de Louis. Laissant la division hollandaise de ce dernier entreprendre le siège de Hamelin, Mortier poursuit sa route et fait son entrée dans Hanovre. L'année suivante, Loison participe activement à l'infructueux siège de Kolberg dont il assure la direction à compter du 1er avril 1807. Les troupes relevant alors de son autorité sont le 1er bataillon du 3e léger, cinq bataillons des 19e, 72e et 93e de ligne, huit escadrons des 3e et 15e chasseurs à cheval et deux compagnies de gendarmes.

#### Dans la péninsule Ibérique
Le 30 octobre 1807, il est placé à la tête de la 2e division du 1er corps d'observation de la Gironde, qui a pour mission d'envahir le Portugal sous les ordres du général Jean-Andoche Junot. Loison se met en route : le 10 décembre, il est à Salamanque d'où il s'achemine vers la frontière portugaise avec des troupes de renfort. Sur place, la situation des 26 000 hommes de Junot se dégrade brutalement avec l'entrée en résistance de l'Espagne — suivie peu après par le Portugal — contre l'occupant napoléonien. L'Empereur ayant réclamé l'envoi de troupes à Almeida et le maintien des lignes de communication avec le corps du maréchal Jean-Baptiste Bessières, Junot confie cette mission à Loison qui part avec une seule brigade. Après avoir occupé sans coup férir la forteresse d'Almeida, ce dernier chasse la garnison espagnole du fort Concepcion et se dirige sur Ciudad Rodrigo, qu'il atteint le 12 juin. La cité est toutefois solidement défendue et la population des environs farouchement hostile aux Français, ce qui incite Loison à regagner Almeida le 15 pour y apprendre que Porto est au bord de la rébellion. Le général rassemble alors 2 000 soldats avec lesquels il se met en marche vers cette dernière ville, mais son contingent est sévèrement malmené en route par la guérilla et il doit renoncer.

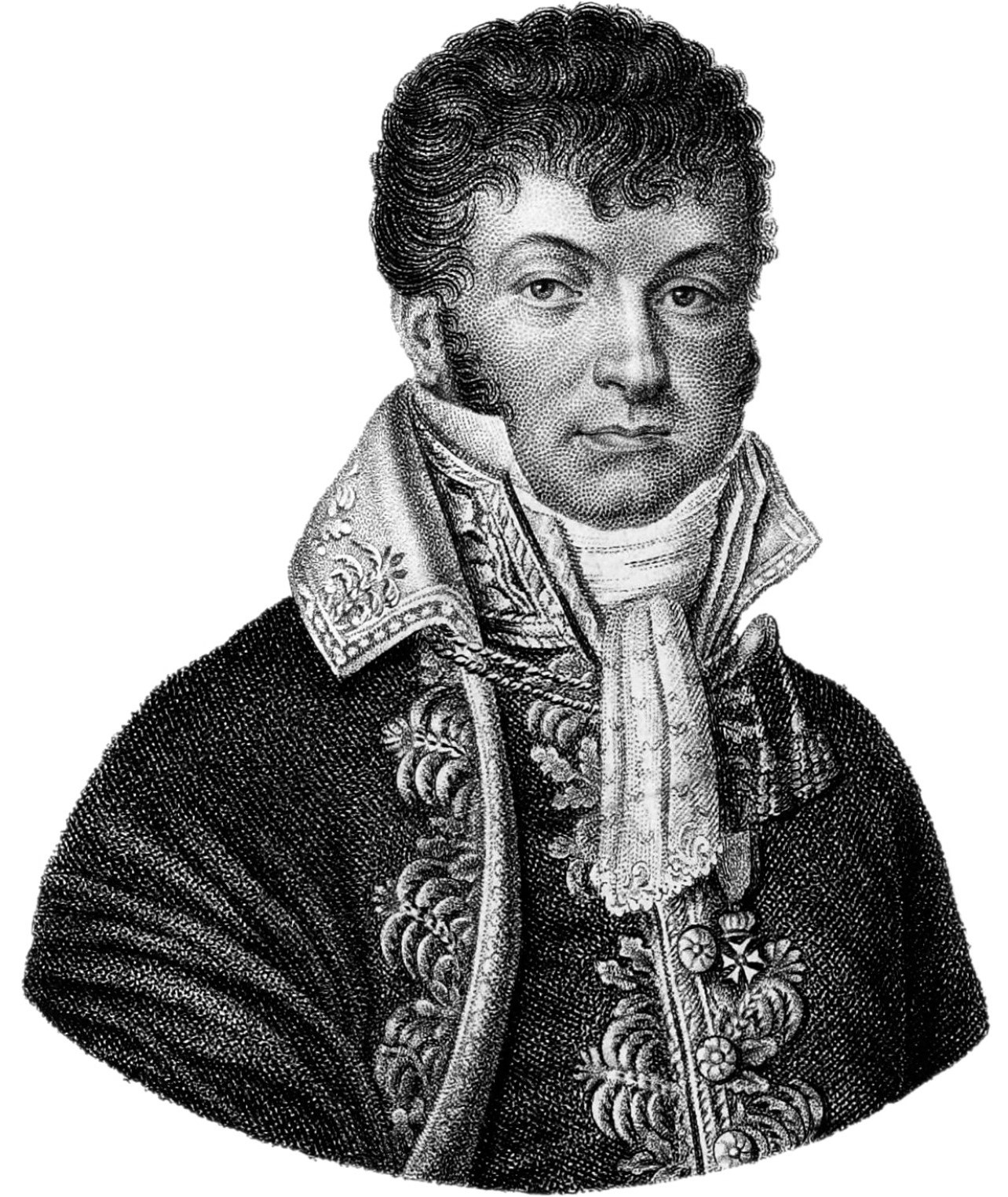
Le général Louis Henri Loison.

Face à la gravité de la situation, Junot décide d'abandonner le nord et le sud du pays et de concentrer ses forces autour de Lisbonne. Il ordonne en conséquence à Loison de laisser une garnison dans Almeida et de rallier la capitale portugaise avec le reste de ses forces. D'après Maximilien Sébastien Foy, un seul des vingt courriers envoyés à Loison arrive à bon port. Le général constitue rapidement une garnison ad hoc formée des hommes inaptes à la marche et quitte Almeida le 4 juillet. Harcelé par les bandes de partisans, il parvient néanmoins à se frayer un chemin jusqu'à Lisbonne où il arrive une semaine plus tard, non sans avoir perdu 200 hommes en cours de route. La ville de Guarda, qui a fait mine de lui résister, est mise à sac et partiellement incendiée. Les ravages causés par ses troupes sont tels que Loison se fait craindre et haïr dans tout le Portugal sous le surnom de Maneta (« le Manchot »). Un épisode illustre la détestation suscitée par le personnage : la veille de la première bataille de Porto en mars 1809, le général Foy est capturé par des sentinelles portugaises et conduit à l'intérieur de la ville. Croyant avoir affaire à Loison, la population est sur le point de mettre à mort son prisonnier quand Foy a la présence d'esprit de lever les deux bras en l'air, détrompant ainsi les habitants qui choisissent de l'épargner.
Le 25 juillet 1808, Junot demande à Loison de se porter au secours de la garnison d'Elvas avec un contingent de plus de 7 000 hommes. Ce dernier comprend deux bataillons de grenadiers, les 3e bataillons des 12e et 15e légers ainsi que du 58e de ligne, le 1er bataillon de la légion hanovrienne, douze compagnies du 86e de ligne, les 4e et 5e dragons provisoires et enfin huit pièces d'artillerie. Le 29, Loison et sa petite armée se heurtent à une force hispano-portugaise sous les murs d'Évora. Les Portugais du général Francisco de Paula Leite de Sousa (un bataillon et demi d'infanterie régulière de qualité médiocre et un escadron de cavalerie) peuvent en effet compter sur le soutien des troupes espagnoles du colonel Moretti, fortes d'un demi-bataillon de fantassins réguliers et du régiment de hussards Maria Luisa ; Leite dispose ainsi, au total, de 2 900 hommes et sept canons pour livrer bataille. Les deux commandants alliés commettent toutefois la lourde erreur de déployer leurs soldats en rase campagne à l'extérieur des murs de la ville, en dépit de leur infériorité numérique. La défense d'Évora, dont les remparts sont à l'état de ruine, est quant à elle assurée par des citadins et des paysans armés de vieux fusils et de piques.
Au premier assaut des troupes de Loison, les hommes de Leite et de Moretti se débandent, y compris les hussards espagnols qui n'ont rien tenté pour enrayer la progression des assaillants. Le général Leite prend également la fuite tandis que le gros de ses troupes, s'étant regroupé à l'intérieur des murs d'Évora, essaye tant bien que mal de défendre la ville. Les Français font toutefois irruption de toute part et massacrent les défenseurs ainsi qu'un grand nombre de civils (au moins 2 000 victimes portugaises et espagnoles selon les estimations). Les pertes françaises s'élèvent à 90 tués et 200 blessés. Après la fin de la tuerie, les troupes de Loison se livrent au pillage de leur conquête. Selon des sources complémentaires, c'est la population d'Évora tout entière qui a été exterminée par les Français ; l'historien David G. Chandler affirme que, quelle que soit la vérité sur cette question, les atrocités commises par Loison à Évora ont permis à la fière population portugaise d'accepter plus facilement l'aide des Britanniques. À l'issue de sa victoire, Loison poursuit sa marche vers l'est et chasse les Portugais de la région d'Elvas, avant d'être rappelé en toute urgence à Lisbonne pour faire face à une nouvelle menace.
En l'absence de Loison, une armée britannique commandée par le général Arthur Wellesley a débarqué à Figueira da Foz à la fin du mois de juillet et fait marche vers le sud. Le 21 août 1808, Junot attaque les forces supérieures en nombre de Wellesley à la bataille de Vimeiro. La division Loison aligne à ce moment les brigades Solignac (trois bataillons) et Charlot (deux bataillons), pour un total de 4 140 baïonnettes. Le général en chef français décide dans un premier temps de lancer la division Loison et la brigade Thomières de la division Delaborde à l'assaut du village de Vimeiro, tandis que la seconde brigade de Delaborde, sous les ordres du général Brenier, est chargée d'envelopper l'aile gauche britannique. Junot finit néanmoins par reconsidérer sa stratégie en détachant les hommes de Solignac de la colonne de Loison pour les envoyer à leur tour contre le flanc gauche adverse, sans même informer Brenier de ce changement. Les assauts français, mal coordonnés, sont repoussés les uns après les autres, y compris celui de la réserve de grenadiers à la fin de la bataille. Cet ultime échec contraint les Français à évacuer le terrain. Quelques jours plus tard, Junot doit ratifier la convention de Cintra qui met fin à l'occupation napoléonienne du Portugal tout en assurant le rapatriement des troupes françaises par bateaux.

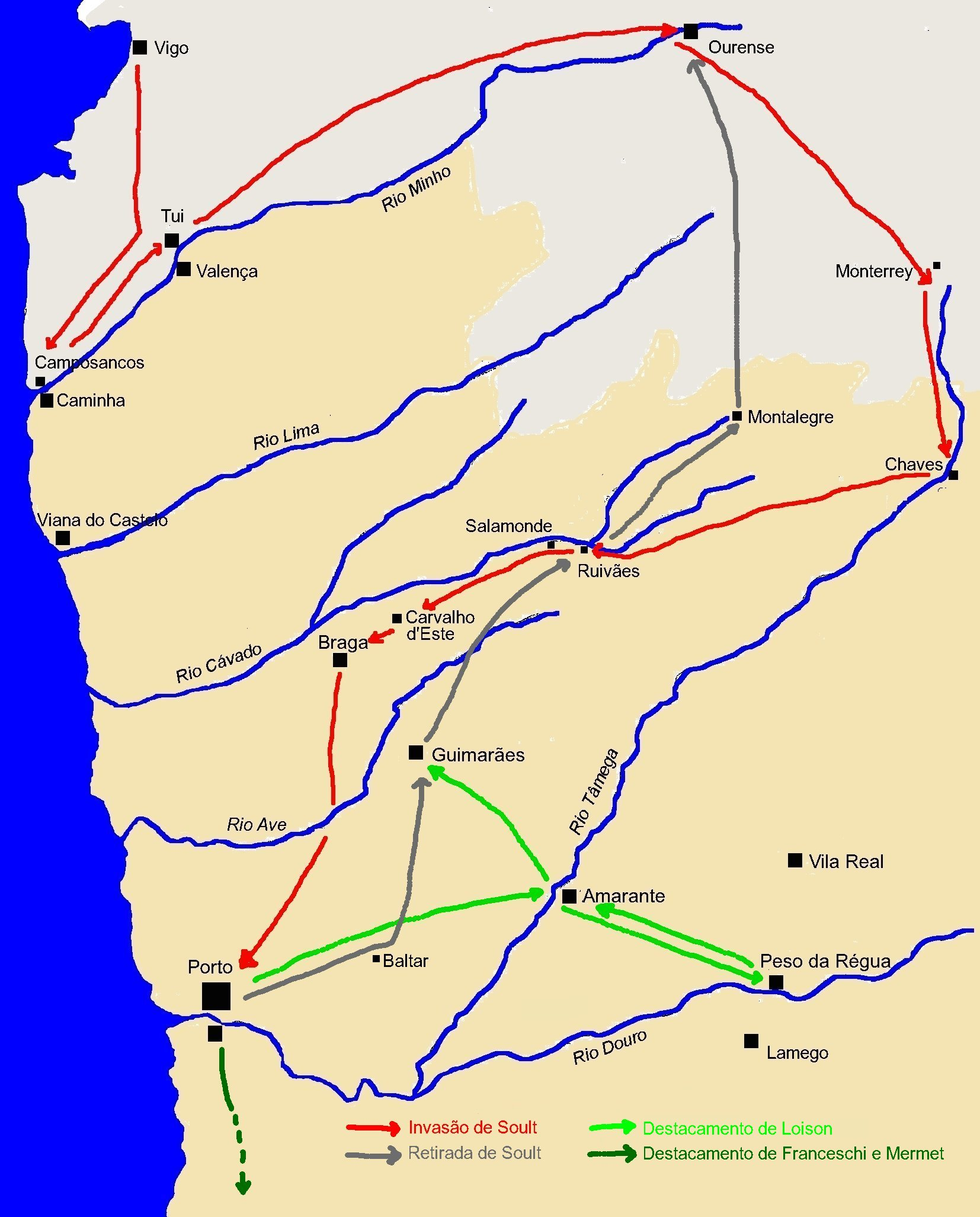
Principaux mouvements des forces françaises lors de la deuxième invasion napoléonienne du Portugal (ceux de la colonne de Loison sont indiqués en vert clair).

Rentré en France, Loison conserve le commandement de la 2e division de l'armée de Junot — devenu le 8e corps français — et participe en cette qualité à l'intervention de Napoléon en Espagne au mois de novembre. Devenu gouverneur de la province de León le 2 janvier 1809, il passe le 21 de ce mois sous les ordres du maréchal Jean-de-Dieu Soult. Lorsque ce dernier entreprend de conquérir le Portugal pour la deuxième fois, Loison est envoyé à l'est afin de se joindre aux troupes du général Pierre Belon Lapisse, opérant dans l'ouest de l'Espagne. En chemin, il tombe sur les 10 000 soldats portugais de Francisco da Silveira, postés dans la vallée de la Tâmega. Le commandant français se lance immédiatement à l'attaque, mais il est repoussé et doit demander des renforts. Soult, dont l'armée compte 21 000 hommes, détache prestement 9 000 soldats pour aider son subordonné. Pour l'historien David Gates, Loison « manquait d'initiative et n'était pas apte à exercer un commandement indépendant ». Le 2 mai 1809, sous un épais brouillard, les sapeurs français se faufilent sur le pont d'Amarante et neutralisent les charges explosives destinées à faire s'effondrer l'édifice. Loison lance alors une brigade à l'assaut du pont et les troupes de Silveira sont mises en déroute. Les Portugais, forts de deux bataillons du 12e régiment d'infanterie de ligne appuyés de miliciens, perdent 1 600 hommes, dix canons et cinq drapeaux, tandis que les sources impériales font état de seulement deux morts et sept blessés parmi les forces de Loison. Toutefois, la résistance de Silveira depuis le 18 avril a considérablement ralenti la progression du général français.
À la suite de cette victoire en demi-teinte, Loison apprend que des troupes ennemies sont présentes au sud de sa position et décide de se rendre sur place afin de se rendre compte de la réalité de la chose. Il se retrouve alors nez-à-nez avec une colonne de 11 000 soldats anglo-portugais commandée par le général William Carr Beresford et se replie sur Amarante, où il arrive le 12 mai, mais qu'il finit également par abandonner pour se retirer en direction de Braga. L'abandon de la position d'Amarante, pourtant de haute valeur stratégique, constitue une faute lourde : le même jour en effet, le maréchal Soult est défait à la seconde bataille de Porto par le général Wellesley et n'a d'autre choix que d'effectuer sa retraite vers Amarante. Informé que Loison ne s'y trouve pas mais que des troupes adverses lui barrent le passage, Soult fait détruire ses charriots et convois et coupe avec son armée à travers les montagnes. Au prix de grands efforts, ses hommes parviennent à faire leur jonction avec ceux de Loison et à se réfugier en Espagne, non sans avoir perdu 4 000 soldats, leur artillerie et tout leur matériel.           
Le 14 octobre 1809, Loison est nommé commandant de la 1re division de l'armée de réserve d'Espagne. Il dirige ensuite la 3e division du 6e corps du maréchal Ney à partir du 31 janvier 1810. Les troupes placées sous ses ordres se composent de 19 bataillons pour un effectif démesuré de 12 250 hommes. À la même époque, il est fait gouverneur des palais impériaux de Saint-Cloud et de Meudon. L'heure n'est toutefois pas au repos et Loison est chargé de s'emparer de la ville d'Astorga. Dépourvus du matériel nécessaire à un siège, ses soldats se contentent d'abord d'effectuer le blocus de la place, mais l'arrivée du 8e corps de Junot puis de l'artillerie de siège permettent d'accélérer la conduite des opérations. Le siège d'Astorga se prolonge du 21 mars au 22 avril, date à laquelle le colonel espagnol José Maria Santocildes capitule avec 2 500 hommes. Les pertes de la garnison sont de 51 tués et 109 blessés alors que les Français déplorent 160 tués et 400 blessés dans leurs rangs. Dans l'intervalle, Loison a reçu le titre de comte de l'Empire le 14 avril 1810 ainsi qu'une dotation de 25 000 francs de rente sur les domaines de Gifhorn et de Meinersen, situés en Hanovre.
Sous les ordres de Ney, Loison prend part au siège de Ciudad Rodrigo, commencé le 26 avril pour se terminer le 9 juillet par la reddition de la forteresse. Cette victoire permet au 6e corps de s'avancer en territoire portugais : le 24 juillet 1810, les hommes de Ney surprennent la division légère du général britannique Robert Craufurd à proximité d'Almeida. Ce dernier ayant commis l'imprudence de déployer ses forces dos à la rivière Côa afin de résister aux Français, le maréchal ne laisse pas passer sa chance et lance la division Loison sur les lignes adverses. Les fantassins impériaux, soutenus par le 3e régiment de hussards, enfoncent rapidement l'aile gauche de Craufurd, dont une partie des troupes prend la fuite. Les unités anglo-portugaises regagnent cependant leur discipline et parviennent à se replier de justesse sur l'autre rive de la Côa en empruntant l'unique pont disponible. Désireux d'exploiter son avantage, Ney tente à son tour de prendre d'assaut l'édifice mais les attaques françaises échouent au prix de lourdes pertes. Le nombre de victimes pour la journée s'élève à 308 pour les Alliés et 531 du côté français. Du 25 juillet au 27 août a lieu le siège d'Almeida, marqué par un coup chanceux de l'artillerie française contre le dépôt de munitions principal de la ville, dans les dernières heures du siège. L'explosion tue 600 soldats portugais et en blesse 300 autres, précipitant la capitulation de la place.

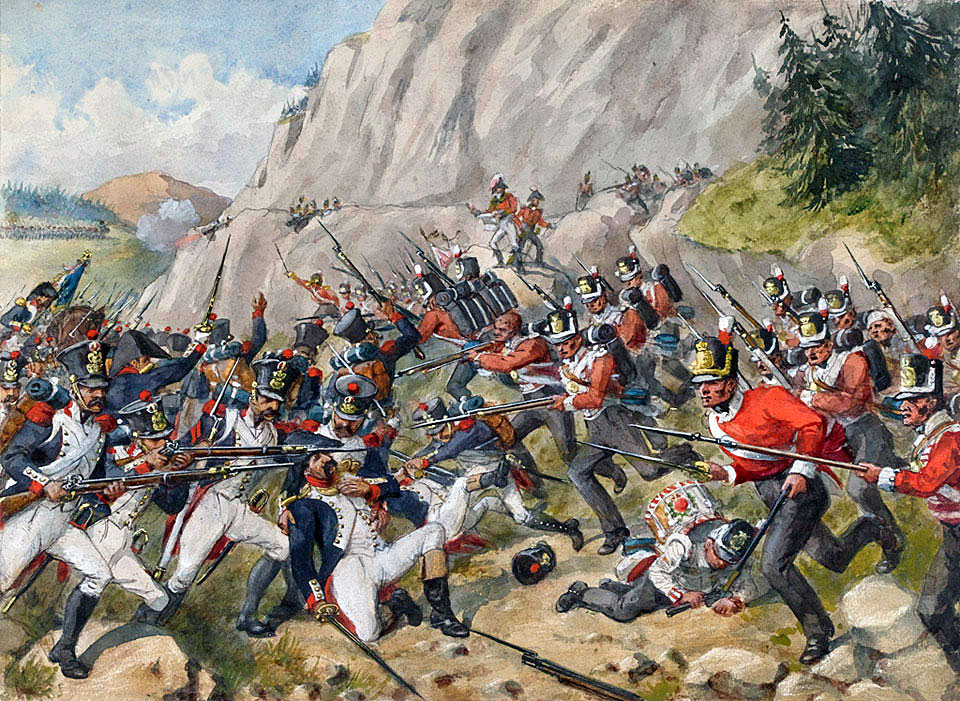
Bataille de Buçaco, 27 septembre 1810 : les 43e et 52e régiments d'infanterie légère britanniques attaquent les soldats français de la division Loison. Illustration de Richard Simkin.

Au 15 septembre 1810, la division Loison aligne 239 officiers et 6 587 hommes du rang. La 1re brigade, commandée par le général Édouard-François Simon, se compose du 1er bataillon de la légion du Midi, des 1er et 2e bataillons de la légion hanovrienne ainsi que des 5e, 6e et 7e bataillons du 26e de ligne. Le général Claude-François Ferey dirige la 2e brigade formée du 2e bataillon du 32e léger, des 4e, 5e et 6e bataillons du 66e de ligne et des 4e et 6e bataillons du 82e de ligne. Lors de la bataille de Buçaco, livrée le 27 septembre entre le maréchal André Masséna et le marquis de Wellington, la division Loison mène l'attaque du 6e corps sur les hauteurs de Buçaco défendues par l'armée anglo-portugaise. Harcelées par le feu des tirailleurs alliés et celui de 12 pièces d'artillerie, les troupes du général atteignent difficilement le sommet de la colline, mais elles sont alors fusillées par la division légère de Craufurd et rejetées au bas de la pente avec des pertes sévères,. Wellington finit toutefois par abandonner sa position et se replie avec son armée derrière les lignes de Torres Vedras, sur lesquelles viennent buter les forces françaises. Après avoir piétiné durant tout l'hiver 1810-1811, Masséna ordonne la retraite au mois de mars suivant, affectant le 6e corps de Ney à l'arrière-garde.
Le 22 mars, alors que l'armée du Portugal est presque tirée d'affaire, Ney est démis de ses fonctions par Masséna pour désobéissance. Dès le lendemain, le commandement du 6e corps retombe sur le général Loison en tant que divisionnaire le plus ancien,. C'est à ce titre qu'il participe à la bataille de Fuentes de Oñoro du 3 au 5 mai 1811. Au cours des combats, il supervise l'action de trois divisions d'infanterie sous les généraux Jean Gabriel Marchand, Julien Auguste Joseph Mermet et Ferey, totalisant 17 406 hommes. Le premier jour, Ferey tente à plusieurs reprises d'enlever le village de Fuentes de Oñoro, en vain. Les affrontements s'interrompent ensuite pendant 24 heures avant de reprendre le 5 mai : Masséna ordonne à Ferey d'attaquer une nouvelle fois le bourg avec l'appui du 9e corps. Dans le même temps, les deux autres divisions du corps de Loison, le gros de la cavalerie française et une troisième division d'infanterie font mouvement de manière à envelopper l'aile droite des Anglo-Portugais. Une lutte acharnée s'engage alors dans ce secteur de la ligne de bataille, mais les assauts français ne réussissent pas à percer et Masséna doit suspendre son offensive. Peu de temps après, ce dernier est remplacé par le maréchal Auguste de Marmont qui démantèle la structure tactique héritée de son prédécesseur et se débarrasse d'un certain nombre de généraux dont Junot, Marchand, Mermet et Loison qui perd son commandement le 7 mai.

### Dernières campagnes

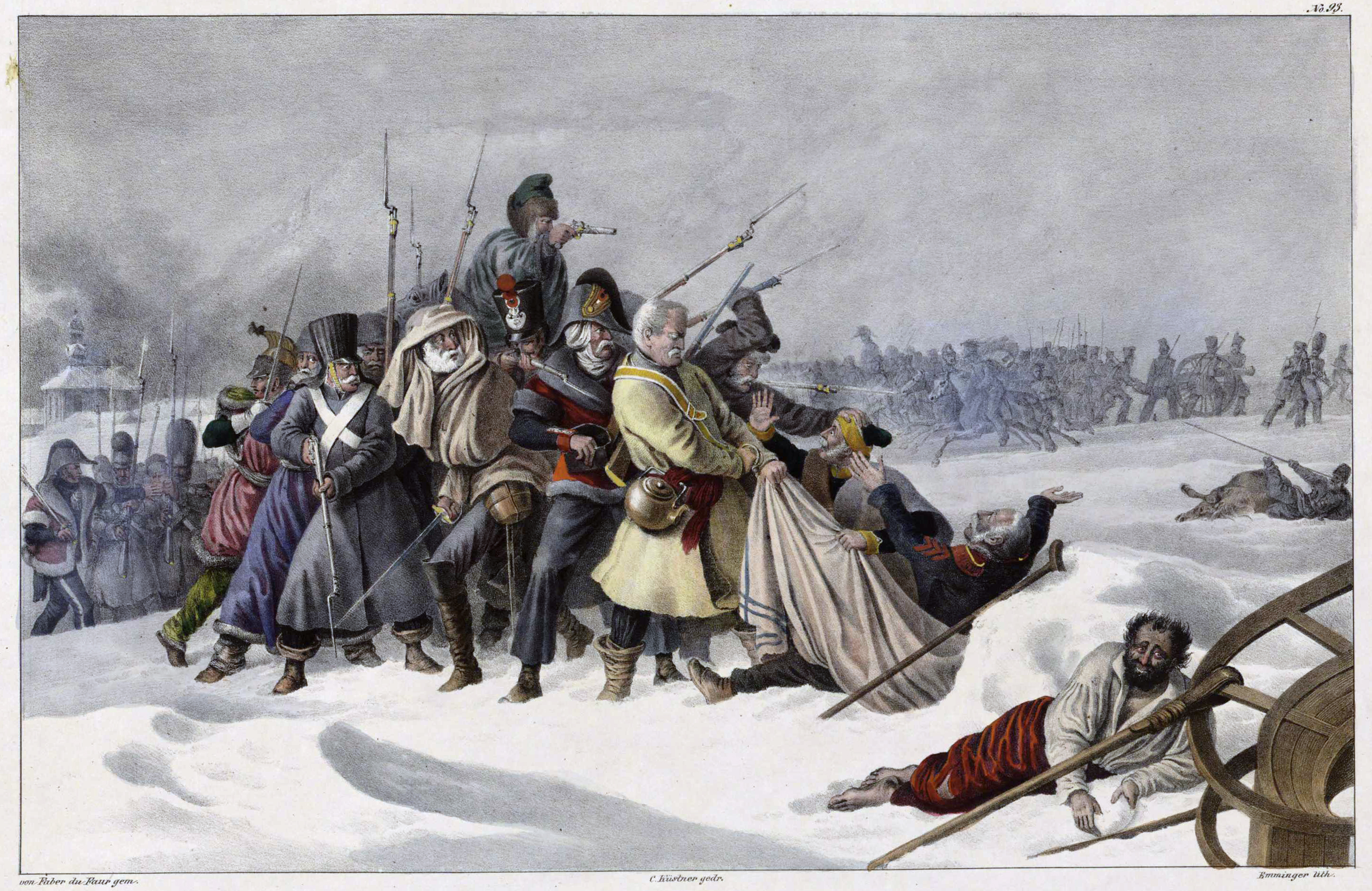
Les restes de la Grande Armée à Oszmiana en décembre 1812, lithographie de Christian Wilhelm von Faber du Faur, v. 1831-1834.

Employé à la Grande Armée le 24 mai 1812, Loison est chargé pendant la campagne de Russie d'organiser, à Kœnigsberg, une division de 10 000 hommes, destinée à entrer en campagne au premier ordre. 
En décembre 1812, Loison reçoit l'ordre de venir au-devant de Napoléon dans la dernière phase de la retraite de Russie. Lorsque sa division arrive à Oszmiana sous le commandement du général hollandais Dirk van Hogendorp, le maréchal Murat lui ordonne de sortir de la ville pour laisser les maisons aux restes de la Garde impériale. Les villages environnants ayant été rasés, les hommes de la division doivent camper plusieurs nuits en plein air par un froid de -27°C : seulement 3 000 hommes sur 10 000 peuvent rentrer vivants à Vilnius. Napoléon rejette la responsabilité de ces pertes sur Loison, absent au moment des faits.
Pendant la campagne d'Allemagne, la 3e division de Loison est rattachée à l'armée de Davout ; renommée 1re division le 1er juillet 1813, elle prend part à la défense de Hambourg.

### Restauration

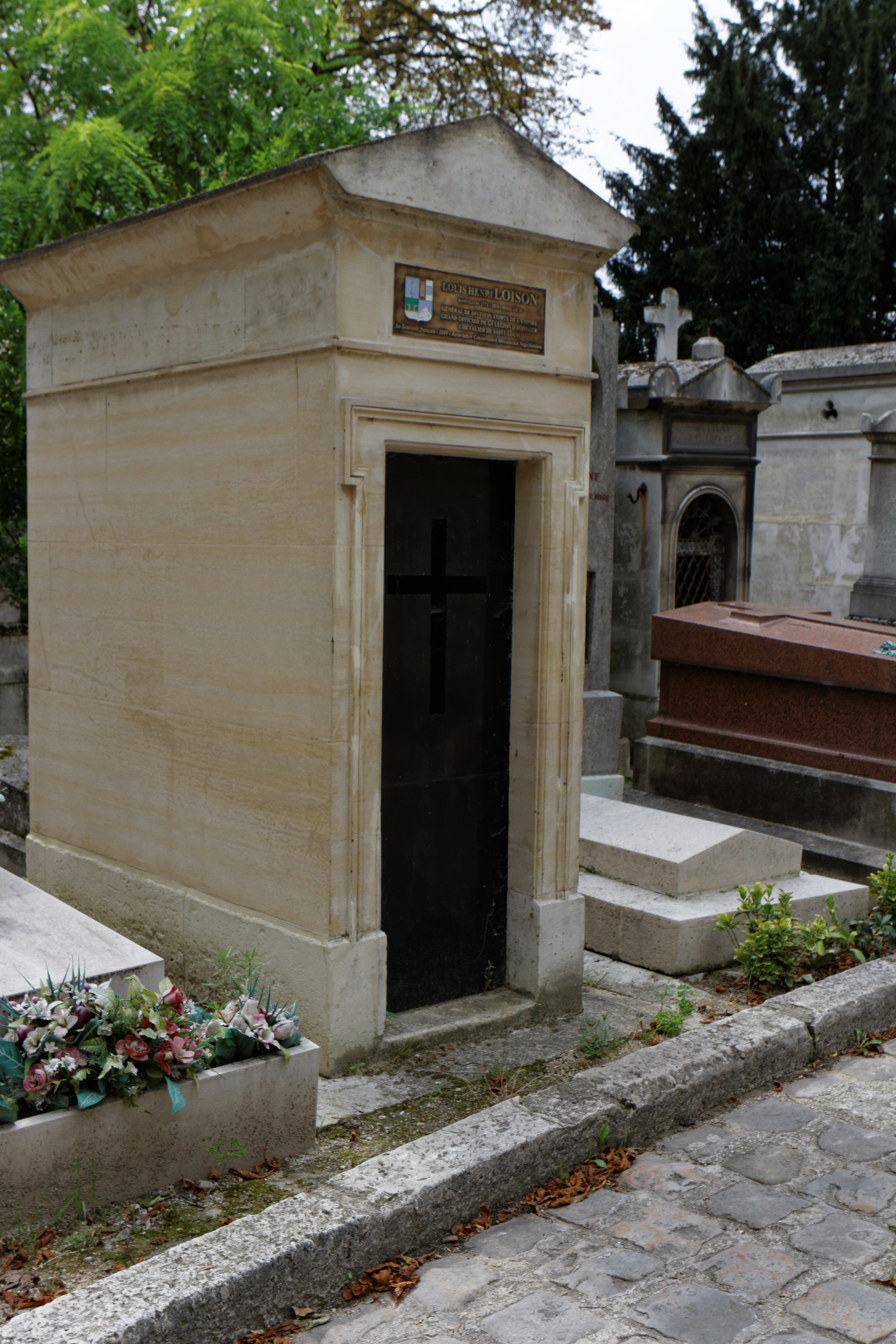
Tombe du général Loison au cimetière du Père-Lachaise.

Louis XVIII le nomme chevalier de Saint-Louis le 27 juillet et commandant de la 5e division militaire le 5 août. Le général Loison est mis à la retraite le 15 novembre 1815 et meurt sur ses terres de Chokier, près de Liège, le 30 décembre 1816. Dans un premier temps, il est inhumé dans un monument érigé par Jean-Jacques Flatters dans sa propriété, le château de Chokier. À la vente du château, ses restes sont transportés le 10 avril 1867 au cimetière du Père-Lachaise (division 19),.
Son nom est inscrit parmi les noms des personnalités de la Révolution et de l'Empire sur l'arc de triomphe, côté Ouest.

## Considérations
Selon Frédéric Hulot, biographe du maréchal Soult, Loison « était un excellent soldat, calme, sachant se battre et manœuvrer ». Le témoignage du colonel Jean-Jacques Pelet, aide de camp de Masséna, dépeint toutefois le général comme un intrigant. Il joue ainsi un rôle trouble au cours de la deuxième invasion du Portugal en 1809, possiblement sous l'influence de son implication dans le « complot » tramé par plusieurs officiers haut gradés contre Soult, accusé de vouloir ceindre la couronne portugaise. 
Sa décision d'évacuer Amarante pour des motifs peu clairs, alors même que ce mouvement compromet dangereusement la position de Soult, demeure très controversée. Hulot écrit par exemple au sujet de cet épisode : « en se repliant comme il le fit sur le gros de l'armée, Loison la vouait à la capitulation. S'affola-t-il, trahit-il de manière délibérée ? Ce fut toujours l'opinion de son chef. […] Par la suite, le maréchal fit son possible pour le faire traduire en conseil de guerre. Napoléon, peu soucieux de voir étaler les erreurs et les fautes dans l'armée, étouffa l'incident ». Quant à Henri Jeanpierre, auteur d'un récit sur la vie du général Loison, il affirme :

« La résolution de Loison de quitter le pont d'Amarante était inexplicable car le général maître du pont ne pouvait rencontrer aucun obstacle sérieux. Si Silveira avait voulu s'opposer à sa marche, les divisions françaises en se réunissant l'auraient facilement écrasé. Ce mouvement ne pouvait donc qu'être le fait d'une trahison […]. Le maréchal Soult jugea, dès lors, qu'un complot, dont le général Loison était le chef, avait été organisé pour le livrer lui et son corps d'armée à l'ennemi. Le général Loison se serait lui sauvé avec ses troupes et ses adhérents, et il se serait présenté à l'Empereur comme ayant conservé les débris de l'armée compromise par les fautes ou par l'ambition du maréchal Soult. »

À l'armée, Loison entretient souvent des relations tendues avec les autres commandants : brouillé avec Ney depuis 1805 pour une affaire d'extorsion dont ce dernier lui a fait reproche, il subit une nouvelle fois les foudres du maréchal au Portugal quand celui-ci l'accuse — peut-être injustement — d'avoir laissé son artillerie dans une position vulnérable. Il se querelle également en mai 1810 avec le général Éloi Charlemagne Taupin au motif d'une répartition inéquitable des approvisionnements.

## Armoiries
| Figure | Blasonnement |
|        | Armes du comte Loison et de l'Empire (décret du 19 mars 1808, lettres patentes du 14 avril 1810, Compiègne). Écartelé au premier des comtes tirés de l'armée, au deuxième de gueules à la tour d'or ouverte ajourée et maçonnée de sable, parti d'argent à l'écusson d'azur au troisième de sinople au pont d'or de trois arches à demi rompu au milieu soutenu d'une rivière d'argent, au quatrième d'azur à la montagne d'argent. - Livrées : bleu rouge jaune blanc et noir, le verd en bordure seulement. |